# 朱维芳
朱维芳（1950年11月—），女，汉族，江苏阜宁人，中华人民共和国政治人物，中国民主促进会中央委员会常务委员，安徽省人大常委会副主任，全国人民代表大会安徽地区代表。

## 生平
1986年9月毕业安徽教育学院（现合肥师范学院）。历任安徽省合肥市38中教导处副主任，合肥市大通路小学校长，合肥市东市区教委副主任，合肥市东市区副区长（其间于1990年8月至1992年12月参加中央党校函授学院经济管理专业学习）。1993年1月，任安徽省合肥市副市长。1997年5月，任民进安徽省委主委，合肥市副市长。1997年11月，任民进中央常委、安徽省主委，合肥市副市长。1998年1月，任民进中央常委，安徽省人大常委会副主任，民进安徽省主委（其间于1998年9月至2001年6月参加安徽省委党校法学专业在职研究生学习）。2003年1月当选安徽省十届人大常委会副主任。
2008年起担任全国人大代表。2013年，被选为全国人大代表。